# Abraham Lincoln (French 1912)
La Abraham Lincoln - nota anche come The Gettysburg Lincoln - è una statua in bronzo raffigurante il presidente degli Stati Uniti d'America Abraham Lincoln opera dello scultore Daniel Chester French; essa è situata sul terreno antistante l'ingresso al Campidoglio (Lincoln), sede dell'assemblea legislativa dello Stato federato del Nebraska.

## Storia e descrizione
Il monumento venne commissionato dalla "Abraham Lincoln Memorial Association" di Lincoln (Nebraska) e prodotto negli anni intercorrenti tra il 1909 e il 1912, quando fu inaugurato solennemente alla presenza delle massime autorità statali dell'epoca. La scultura è stata colata in bronzo dalla fonderia Jno. Williams, Inc. di New York.
Il suo ambiente architettonico invece sarà creato dal collaboratore di lunga data dello stesso French, l'esponente dell'architettura Beaux-Arts Henry Bacon; alta 2,64 m, si trova collocata su un basamento che fa da piedistallo di granito di 1,83 m ed è posta davanti ad una stele anch'essa di granito alta 6,1 m.
Sulla stele è inciso il testo completo del Discorso di Gettysburg pronunziato per la prima volta dal presidente in persona nel novembre del 1863 in occasione dell'apertura del Cimitero nazionale di Gettysburg dedicato a tutti i caduti della battaglia di Gettysburg.
French in seguito riproporrà molte delle sue ricerche utilizzate per il completamento di questa statua - consistenti in gran parte nello studio delle fotografie di Lincoln eseguite a suo tempo da Mathew B. Brady e nell'ottenimento di una copia della sua maschera mortuaria realizzata da Leonard Volk - nella creazione della sua opera più famosa: la Abraham Lincoln (French 1920) posizionata invece all'interno del Lincoln Memorial di Washington.